# Jessica Chobot
Jessica Lynn Horn (Búfalo, Nueva York; 7 de julio de 1977), más conocida bajo el pseudónimo de Jessica Chobot, es una redactora y presentadora  estadounidense que trabaja para el sitio web de entretenimiento IGN Entertainment.

## Biografía
Reside en San Francisco (California). Su familia se trasladaba de pueblo en pueblo con frecuencia durante su juventud. Antes de entrar en la educación secundaria, vivió en varios lugares de la Costa Este y en todo el Medio Oeste asiático.

## Carrera
Se convirtió en una sensación de Internet tras aparecer ella en una foto lamiendo una PSP en 2005. La foto ha sido ampliamente parodiada, apareciendo incluso en la publicidad de la marca Sony. Complementa su amor hacia los videojuegos con su obsesión por la cultura japonesa, especialmente con el anime y manga. En 2006 fue contratada a tiempo completo por IGN.com para asumir las responsabilidades de alojamiento para el programa IGN Weekly que ya no está en funcionamiento.
Sus apariciones incluyen stand-up, así como de "mujer de la calle". Apareció en un programa diario titulado IGN Daily Fix, cuyo primer episodio fue emitido el 23 de marzo de 2009. Es la presentadora principal del show de Fran Mirabella y de Daemon Hatfield. Además, contribuye con columnas, reportajes y comentarios y su blog de IGN es una de las más visitados de la página. Colaboró también para el FHM del Reino Unido, Mania.com y ha hecho múltiples apariciones en G4 en programas como Filter y Attack of the Show. También ha conducido un espacio de videojuegos para Fuel TV, The Daily Habit, y coanfitriona en Lifeskool TV, Dojo Gamer's. También contribuye como invitada semanal en Maxim Radio, donde responde a las llamadas de los oyentes durante una hora cada lunes. 
Ha aparecido en anuncios para ADV’s Anime Network On Demand. Prestó su imagen a Simbionte Studios Toy Company para dos figuras de anime de edición limitada. Además, ha modelado para la J!NX. En el período 2006-2007, coescribió un guion de ciencia ficción con el escritor / director / creador de Tron, Steven Lisberger, para Soul Code. También escribe Ask Jess, Dammit!, un blog para Maxim. También actuó como personaje secundario en el capítulo 2 de la primera temporada de la serie estadounidense Human Target (Escudo Humano). Fue nombrada la 88.ª mujer más deseable de 2008 por la revista AskMen y la 14.ª mujer más caliente de los negocios de 2009 por Business Pundit.
Además, también prestó su apariencia para el videojuego Mass Effect 3, donde interpreta a una periodista interesada en la guerra llamada Diana Allers.

## Vida personal
Estuvo casada mientras vivía en Detroit, pero se divorció. Aun así, mantiene el apellido "Chobot" de su exmarido.